# Lista de obras de H. P. Lovecraft

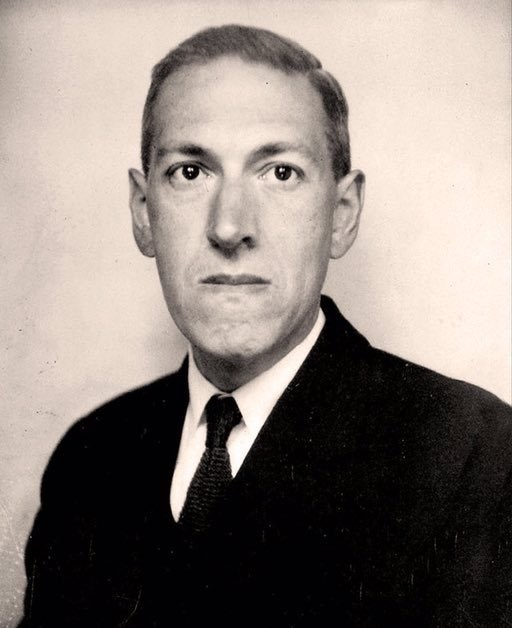
H. P. Lovecraft em 1934

Esta é uma lista completa das obras do escritor americano H. P. Lovecraft.
Críticos afirmam que o núcleo central dos Mitos de Cthulhu é formado por oito histórias, grandes obras de Lovecraft. (Ver Cthulhu Mythos)
| Título                                                 | Data do escrito                                  | Data de publicação      | Forma                |
| ------------------------------------------------------ | ------------------------------------------------ | ----------------------- | -------------------- |
| The Tomb                                               | Junho de 1917                                    | Março de 1922           | Conto                |
| Dagon                                                  | Julho de 1917                                    | Novembro de 1919        | Conto                |
| A Reminiscence of Dr. Samuel Johnson                   | verão-início do outono de 1917                   | Setembro de 1917        | Conto                |
| Polaris                                                | primavera-verão de 1918                          | Dezembro de 1920        | Conto                |
| Beyond the Wall of Sleep                               | primavera de 1919                                | Outubro de 1919         | Conto                |
| Memory                                                 | primavera de 1919                                | Junho de 1919           | Conto                |
| Old Bugs                                               | c.Julho de 1919                                  | 1959                    | Conto                |
| The Transition of Juan Romero                          | 16 de Setembro de 1919                           | 1944                    | Conto                |
| The White Ship                                         | c.Outubro de 1919                                | Novembro de 1919        | Conto                |
| The Doom that Came to Sarnath                          | 3 de Dezembro de 1919                            | Junho de 1920           | Conto                |
| The Statement of Randolph Carter                       | Dezembro de 1919                                 | Maio de 1920            | Conto                |
| The Street                                             | fins de 1919                                     | Dezembro de 1920        | Conto                |
| Sweet Ermengarde                                       | c.1919-21?                                       | 1943                    | Conto                |
| The Terrible Old Man                                   | 28 de Janeiro de 1920                            | Julho de 1921           | Conto                |
| The Tree                                               | Janeiro-Junho de 1920                            | Outubro de 1921         | Conto                |
| The Cats of Ulthar                                     | 15 de Junho de 1920                              | Novembro de 1920        | Conto                |
| The Temple                                             | c. Junho-Novembro de 1920                        | Setembro de 1925        | Conto                |
| Facts Concerning the Late Arthur Jermyn and His Family | inicio de 1920                                   | Março & Junho de 1921   | Conto                |
| Celephaïs                                              | inicio de Novembro de 1920                       | Maio de 1922            | Conto                |
| From Beyond                                            | 16 de Novembro de 1920                           | Junho de 1934           | Conto                |
| Nyarlathotep                                           | c.Novembro de 1920                               | Novembro de 1920        | Conto                |
| The Picture in the House                               | 12 de Dezembro de 1920                           | Verão de 1921           | Conto                |
| Ex Oblivione                                           | 1920-Março de 1921 (obscuro)                     | Março de 1921           | Conto                |
| The Nameless City                                      | Janeiro de 1921                                  | Novembro de 1921        | Conto                |
| The Quest of Iranon                                    | 28 de Fevereiro de 1921                          | Julho-Agosto de 1935    | Conto                |
| The Moon-Bog                                           | 10 de Março de 1921                              | Junho de 1926           | Conto                |
| The Outsider                                           | primavera-verão de 1921                          | Abril de 1926           | Conto                |
| The Other Gods                                         | 14 de Agosto de 1921                             | Novembro de 1933        | Conto                |
| Herbert West–Reanimator                                | Outubro de 1921-Junho de 1922                    | Fevereiro-Julho de 1922 | Conto                |
| The Music of Erich Zann                                | Dezembro de 1921                                 | Março de 1922           | Conto                |
| Hypnos                                                 | Março de 1922                                    | Maio de 1923            | Conto                |
| What the Moon Brings                                   | 5 de Junho de 1922                               | Maio de 1923            | Conto                |
| Azathoth                                               | Fragmento Junho de 1922                          | Junho de 1938           | Fragmento de romance |
| The Hound                                              | Outubro de 1922                                  | Fevereiro de 1924       | Conto                |
| The Lurking Fear                                       | Novembro de 1922                                 | Janeiro-Abril de 1923   | Conto                |
| The Rats in the Walls                                  | Agosto-Setembro de 1923                          | Março de 1924           | Conto                |
| The Unnamable                                          | Setembro de 1923                                 | Julho de 1925           | Conto                |
| The Festival                                           | Outubro de 1923                                  | Janeiro de 1925         | Conto                |
| The Shunned House                                      | Outubro de 1924                                  | 1937                    | Conto                |
| The Horror at Red Hook                                 | 1-2 Agosto de 1925                               | Janeiro de 1927         | Conto                |
| He                                                     | 11 de Agosto de 1925                             | Setembro de 1926        | Conto                |
| In the Vault                                           | 18 de Setembro de 1925                           | Novembro de 1925        | Conto                |
| Cool Air                                               | Fevereiro de 1926                                | Março de 1928           | Conto                |
| The Call of Cthulhu                                    | Agosto-Setembro de 1926                          | Fevereiro de 1928       | Conto                |
| Pickman's Model                                        | Setembro de 1926                                 | Outubro de 1927         | Conto                |
| The Dream-Quest of Unknown Kadath                      | Outubro de 1926 - 22 de Janeiro de 1927          | 1943                    | Novela               |
| The Silver Key                                         | Novembro de 1926                                 | Janeiro de 1929         | Conto                |
| The Strange High House in the Mist                     | 9 de Novembro de 1926                            | Outubro de 1931         | Conto                |
| The Case of Charles Dexter Ward                        | Janeiro - 1 de Março de 1927                     | Maio & Julho de 1941    | Novela               |
| The Colour out of Space                                | Março de 1927                                    | Setembro de 1927        | Conto                |
| The Descendant                                         | Fragmento começo de 1927                         | 1938                    | Fragmento de Conto   |
| História do Necronomicon                               | esboço, outono de 1927                           | 1938                    | Pseudo-história      |
| The Very Old Folk                                      | 3 de Novembro de 1927                            | verão de 1940           | Conto                |
| The Dunwich Horror                                     | Agosto de 1928                                   | Abril de 1929           | Conto                |
| Ibid                                                   | verão de 1928                                    | Janeiro de 1938         | Conto                |
| The Whisperer in Darkness                              | 24 de Fevereiro - 26 de Setembro de 1930         | Agosto de 1931          | Novela               |
| At the Mountains of Madness                            | 24 de Fevereiro - 22 de Março de 1931            | Fevereiro-Abril de 1936 | Novela               |
| The Shadow over Innsmouth                              | Novembro- 3 de Dezembro de 1931                  | Abril de 1936           | Novela               |
| The Dreams in the Witch House                          | Fevereiro de 1932                                | Julho de 1933           | Conto                |
| The Evil Clergyman                                     | Carta extrato outono de 1933                     | Abril de 1939           | Trecho de Carta      |
| The Thing on the Doorstep                              | 21-24 de Agosto de 1933                          | Janeiro de 1937         | Conto                |
| The Book                                               | Fragmento c.Outubro de 1933                      | 1938                    | Contos Inacabados    |
| The Shadow Out of Time                                 | 10 de Novembro de 1934 - 22 de Fevereiro de 1935 | Junho de 1936           | Novela               |
| The Haunter of the Dark                                | 5-9 Novembro de 1935                             | Dezembro de 1936        | Conto                |
| The Beast in the Cave                                  | 1918                                             | 1918                    | Conto                |

## Reedições e coleções
A seguir, são reedições modernas e coleções de trabalhos de Lovecraft. Esta lista inclui apenas edições por escolha de editoras, portanto, esta lista não é exaustiva:
- De Editora Ex Machina
  - Em português (Organização de Bruno Costa. Tradução de Francisco Innocêncio. Introdução de S.T. Joshi.)
    - Contos reunidos do mestre do horror cósmico São Paulo: Ex Machina, 2017 (ISBN 978-85-67773-10-0)
- De Editora Hedra
  - Em português (Organização e tradução de Guilherme da Silva Braga)
    - O chamado de Cthulhu e outros contos São Paulo: Hedra, 2009 (ISBN 978-85-7715-116-5)
    - A sombra de Innsmouth São Paulo: Hedra, 2010 (ISBN 978-85-7715-187-5)
    - Um sussurro na trevas (no prelo) São Paulo: Hedra, 2010
    - A busca onírica por Kadath São Paulo: Hedra, 2012 (ISBN 857-715-290-1)
    - A sombra vinda do tempo São Paulo: Hedra, 2011 ( ISBN 857-715-264-2)
    - Nas montanhas da loucura São Paulo: Hedra, 2015 (ISBN 857-715-228-6)
- De Arkham House
  - com textos corrigidos por S. T. Joshi:
    - At the Mountains of Madness and Other Novels (7th corrected printing), S. T. Joshi (ed.), 1985. (ISBN 0-87054-038-6)
    - Dagon and Other Macabre Tales, S. T. Joshi (ed.), 1987. (ISBN 0-87054-039-4)
    - The Dunwich Horror and Others (9º impressão corrigida), S. T. Joshi (ed.), 1984. (ISBN 0-87054-037-8)
    - The Horror in the Museum and Other Revisions, S.T. Joshi (ed.), 1989. (ISBN 0-87054-040-8)

  - Miscellaneous Writings (ISBN 0-87054-168-4)
- De Ballantine/Del Rey:
  - The Tomb and Other Tales (ISBN 0-345-33661-5)
  - Tales of the Cthulhu Mythos (ISBN 0-345-42204-X)
  - The Doom That Came to Sarnath and Other Stories (ISBN 0-345-33105-2)
  - The Lurking Fear and Other Stories (ISBN 0-345-32604-0)
  - The Dream-Quest of Unknown Kadath (ISBN 0-345-33779-4)
  - The Case of Charles Dexter Ward (ISBN 0-345-35490-7)
  - At the Mountains of Madness and Other Tales of Terror (ISBN 0-345-32945-7)
  - The Best of H. P. Lovecraft: Bloodcurdling Tales of Horror and the Macabre (ISBN 0-345-35080-4)
  - The Road to Madness (ISBN 0-345-38422-9)
  - Dreams of Terror and Death: The Dream Cycle of H. P. Lovecraft (ISBN 0-345-38421-0)
  - Waking Up Screaming: Haunting Tales of Terror (ISBN 0-345-45829-X)

- De Classic CD Books:
  - Early Horror Works (ISBN 978-0-9764805-2-5)
  - More Early Horror Works (ISBN 978-0-9764805-6-3)
- Da Editora Clock Tower  Em português (Organização de Denílson E. Ricci e tradução de Daniel I. Dutra)
  - O Ciclo De Yig (ISBN a definir)

- De Gollancz
  - Necronomicon: The Best Weird Tales of H.P. Lovecraft: Commemorative Edition (editado com um posfácio por Stephen Jones) ISBN 978-0-575-08156-7 Cased; 978-0-575081-574 rascunho de comércio de exportação.

- De Night Shade Books:
  - The Ancient Track: The Complete Poetical Works of H. P. Lovecraft (ISBN 1-892389-16-9)
  - Mysteries of Time and Spirit: The Letters of H. P. Lovecraft and Donald Wandrei (ISBN 1-892389-49-5)

- De The Library of America
  - H. P. Lovecraft: Tales (Peter Straub, editor) (ISBN 978-1-931082-72-3)

- De Hippocampus Press:
  - The Shadow out of Time (ISBN 0-9673215-3-0)
  - From the Pest Zone: The New York Stories (ISBN 0-9673215-8-1)
  - The Annotated Fungi From Yuggoth (ISBN 0-9721644-7-2)
  - Collected Essays (ISBN 0-9721644-1-3)
    - Volume 1. Amateur Journalism
    - Volume 2. Literary Criticism
    - Volume 3. Science
    - Volume 4. Travel
    - Volume 5: Philosophy; Autobiography and Miscellany (December 2006)
    - CD-ROM (2007)

- - The Annotated Supernatural Horror in Literature (ISBN 0-9673215-0-6 )
  - H. P. Lovecraft: Letters to Alfred Galpin (ISBN 0-9673215-9-X)
  - H. P. Lovecraft: Letters To Rheinhart Kleiner (ISBN 0-9748789-5-2)

- De Ohio University Press
  - H. P. Lovecraft: Lord of a Visible World Uma Autobiografia em Cartas editado por S.T. Joshi e David E. Schultz (ISBN 0-8214-1333-3)
- De Penguin Classics
  -     - The Call of Cthulhu and Other Weird Stories (ISBN 0-14-118234-2)
    - The Thing on the Doorstep and Other Weird Stories (ISBN 0-14-218003-3)
    - The Dreams in the Witch House and Other Weird Stories (ISBN 0-14-243795-6)
- De Harper Collins:
  - Omnibus 1: At the Mountains of Madness (ISBN 0-586-06322-6)
  - Omnibus 2: Dagon and other Macabre Tales (ISBN 0-586-06324-2)
  - Omnibus 3: The Haunter of the Dark (ISBN 0-586-06323-4)
- De Donald M. Grant, Publisher, Inc.:
  - To Quebec and the Stars